# Niedźwiedź brunatny

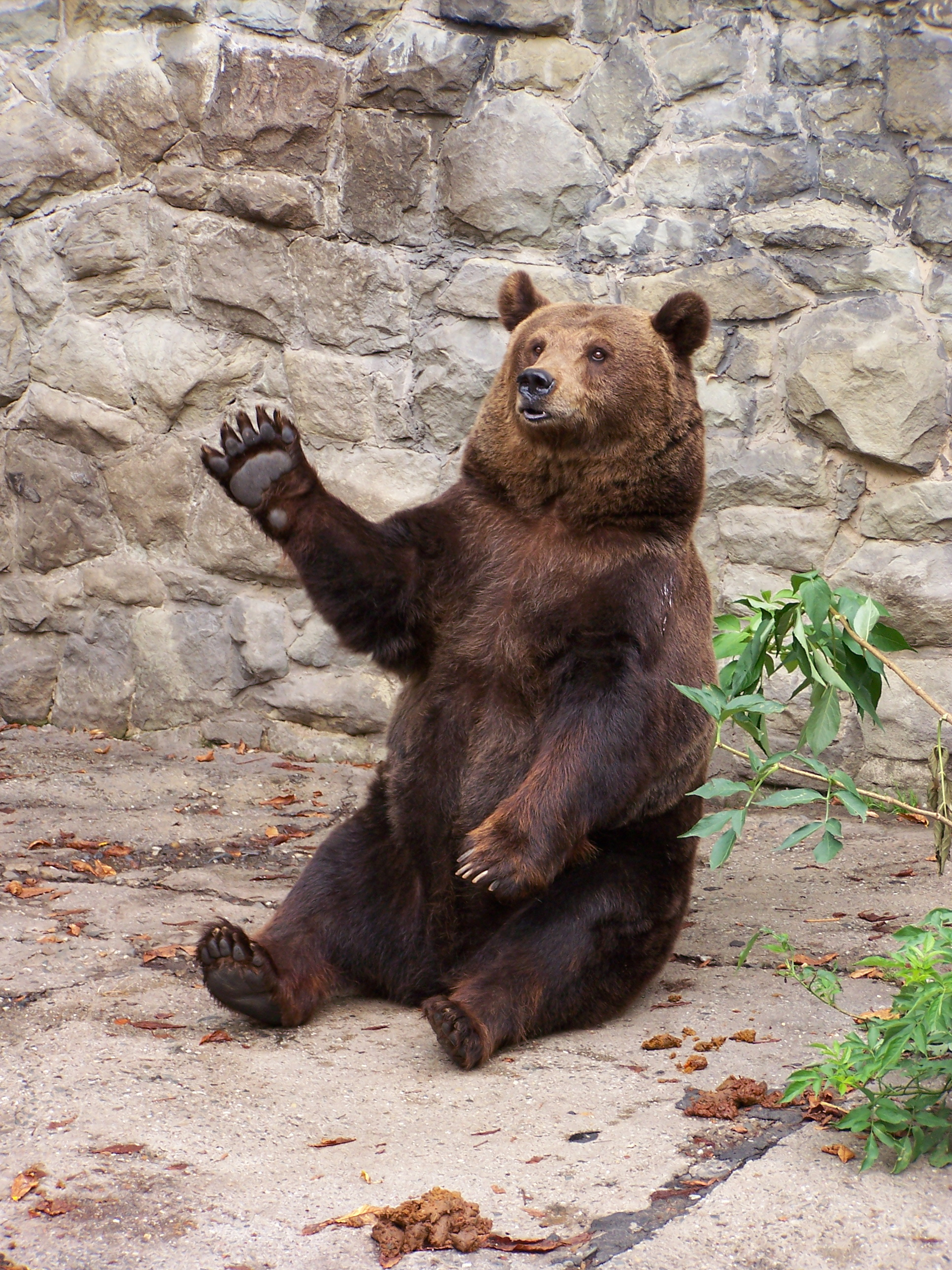
Niedźwiedź brunatny w zoo w Chorzowie

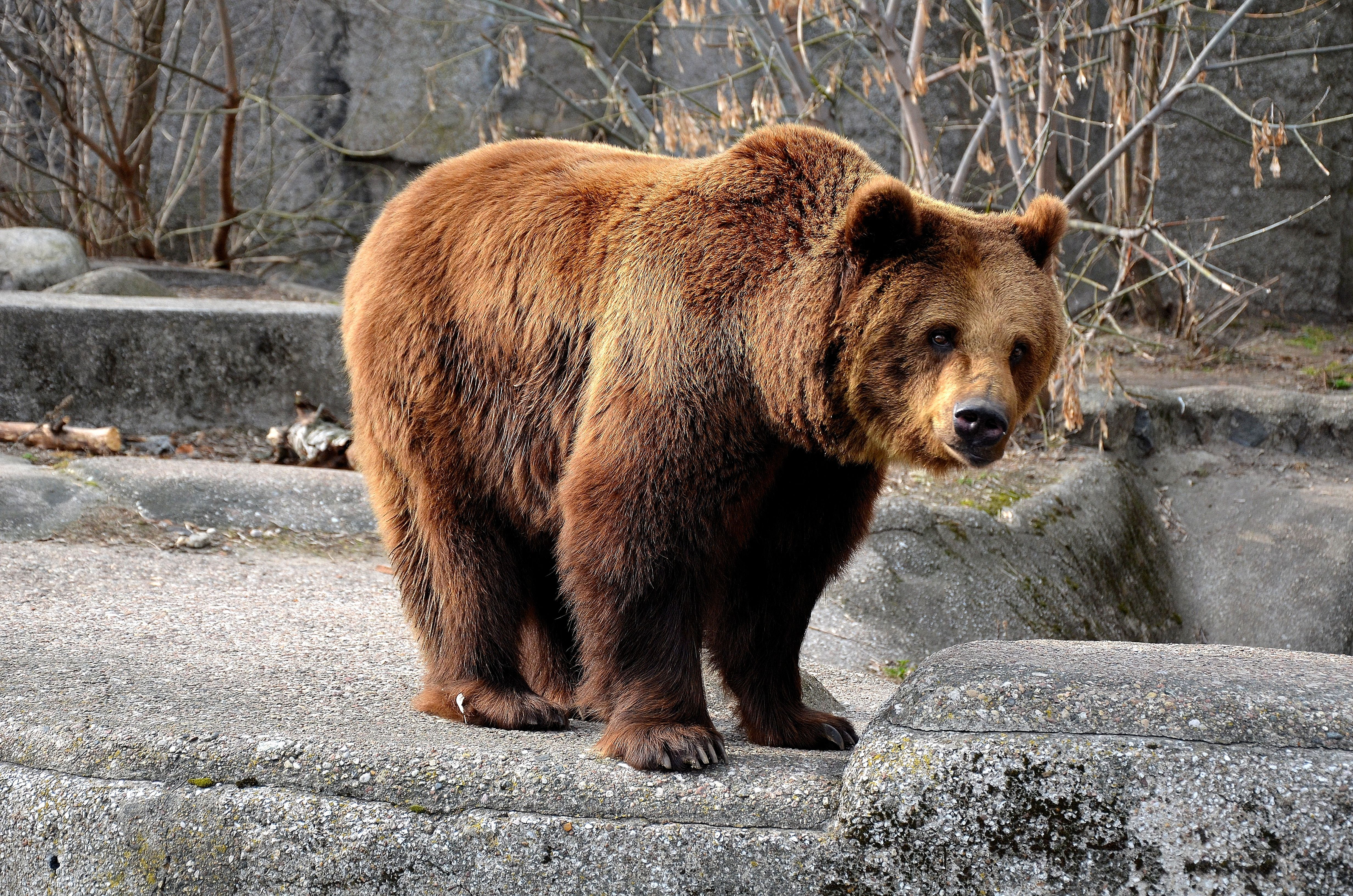
Niedźwiedź brunatny w zoo w Warszawie

Niedźwiedź brunatny (Ursus arctos) – gatunek drapieżnego ssaka z rodziny niedźwiedziowatych. Zamieszkuje Azję, Europę Północną i Amerykę Północną. Nie jest zagrożony wyginięciem.
Sierść niedźwiedzia brunatnego ma barwę ciemnobrązową, choć u niektórych podgatunków może być jaśniejsza. W pozycji wyprostowanej Ursus arctos mierzy – w zależności od płci – od 1,8 do 3 m. Masa ciała poszczególnych osobników waha się między 80 a 780 kg. Niedźwiedzica wydaje na świat co dwa lata dwoje-troje młodych. Ciąża trwa około 8 miesięcy. Poród następuje zwykle między grudniem a lutym.
Długość życia wynosi do 30–40 lat w stanie dzikim, do 50 lat w niewoli. Jest wszystkożerny; żywi się nasionami, grzybami, dżdżownicami, ślimakami, jajami ptaków, miodem, poluje także na zwierzynę leśną, łowi też ryby. Środowisko życia stanowią puszcze, tajga oraz zalesione rejony górzyste.

## Morfologia
Niedźwiedź brunatny ma duże, masywne ciało z nieznacznie wydłużoną głową, szyję grubą i krótką, ogon krótki i niewidoczny wśród okrywy włosowej. W trakcie chodzenia na podłożu stawia całą stopę.
Dane liczbowe niedźwiedzia brunatnego podgatunku nominatywnego (U.a. arctos):
- Długość tułowia z głową: samiec 160–280 cm, samica 150–210 cm
- Ogon: 6,5–21 cm[5]
- Wysokość w kłębie: 0,90–1,5 m[5]
- Masa ciała: w optymalnych warunkach samce średnio 389 kg, samice średnio 207 kg[5]

## Występowanie
Zamieszkiwał pierwotnie całą Europę, jednak w południowo-zachodniej Europie został wytępiony. Podgatunek niedźwiedzia brunatnego, niedźwiedź grizli (U. a. horribilis), zamieszkuje Amerykę Północną, aż po północny Meksyk.
W Europie kontynentalnej według danych z lat 2010–2012 (z wyłączeniem Rosji, Białorusi i Ukrainy) żyło 17 tys. osobników. Stałą obecność stwierdzono w 22 krajach, areał stałego zasięgu wynosił 485 400 km². W Polsce według danych z około 2011 roku populacja wynosiła 80 osobników, a w okresie 1950–1970 roczną populację szacowano na 10–14 osobników. Największa populacja w Europie (bez Rosji i Ukrainy) zamieszkuje Rumunię, gdzie według danych z roku 2014 żyło około 6000 osobników, a według danych z roku 2018 około 8000.
Na terenie dawnego Związku Radzieckiego występuje około 120 tys. osobników.
W Polsce występuje tylko w Karpatach i na Podkarpaciu – w Tatrach i Beskidach (głównie w Bieszczadach).
Według prof. Jana Korwin Kochanowskiego ostatniego niedźwiedzia w Polsce centralnej zabito pod koniec XVII w. w lasach bedońskich. Na wielu obszarach Polski gatunek ten przetrwał jednak do XIX w. Spotykano go jeszcze wówczas w Górach Świętokrzyskich (ostatni okaz żyjący tam został zabity na Barczy), na Kurpiach Zielonych, na Mazurach i w Puszczy Białowieskiej.
W okresie międzywojennym w Puszczy Białowieskiej dokonano reintrodukcji tego zwierzęcia. Ostatecznie zakończyła się ona niepowodzeniem, podobno z powodu niefachowego kontynuowania jej przez Niemców podczas okupacji (wypuszczano do lasu oswojone okazy niedźwiedzi, które stały się zagrożeniem dla ludności).

## Pokarm
Niedźwiedzie brunatne żywią się ssakami (w tym gryzoniami), ptakami, ptasimi jajami, rybami, owocami, nasionami, grzybami, dżdżownicami, ślimakami, a w przypadku braku innego pożywienia także trawą. Z braku produktów naturalnych mogą wyrządzać znaczne szkody wśród bydła.

## Legowiska
Na zimę przygotowuje sobie legowisko zwane gawrą. Przebywa w nim od końca listopada do końca lutego. Żyje samotnie, tylko w okresie godowym w parach. W zimie samica rodzi zwykle 2 lub 3 młode, którymi opiekuje się aż do następnego miotu.

## Ochrona
Niedźwiedź brunatny jest ściśle chroniony na obszarze całej Polski.

## Życie w niewoli
Niedźwiedź oswaja się łatwo, aczkolwiek nawet obłaskawiony bywa niebezpieczny dla swoich opiekunów. W XVI- i XVII-wiecznej Rzeczypospolitej organizowano szkoły dla niedźwiedzi – jedną z nich była tak zwana akademia smorgońska.

## Rozród
W trakcie rui, trwającej 10–30 dni, samica kopuluje z wieloma samcami. Okres rozrodczy trwa od maja do lipca. Porody odbywają się od stycznia do marca, po ciąży trwającej 180–266 dni. Młode po narodzeniu ważą 340-680 gramów. W wieku 6 miesięcy ważą około 25 kg. Okres laktacji trwa do 30 miesięcy, jednakże już 5-miesięczne młode mogą żywić się innym pokarmem. Stają się samodzielne w wieku co najmniej 2 lat. Mogą się rozmnażać po 4–6 latach.
Długość życia wynosi do 30–40 lat w stanie dzikim, do 50 lat w niewoli.

## Podgatunki
Wyróżniono kilkanaście podgatunków niedźwiedzia brunatnego:
- niedźwiedź brunatny (U. arctos arctos) – podgatunek nominatywny
- U. arctos alascensis
- niedźwiedź kamczacki (U. arctos beringianus)
- niedźwiedź syberyjski (U. arctos collaris)
- U. arctos californicus
- U. arctos crowtheri
- U. arctos dalli
- U. arctos gyas
- niedźwiedź grizli, niedźwiedź szary (U. arctos horribilis) – zamieszkuje Amerykę Północną, jest większy od europejskiego, sierść ma barwy siwej do czerwonobrunatnej z połyskiem srebrzystym lub złocistym
- niedźwiedź himalajski (U. arctos isabellinus)
- niedźwiedź ussuryjski (U. arctos lasiotus)
- niedźwiedź kodiacki (U. arctos middendorffi)
- niedźwiedź tybetański (U. arctos pruinosis)
- U. arctos sitkensis
- U. arctos stikeenensis
- niedźwiedź syryjski (U. arctos syriacus)
- niedźwiedź japoński (U. arctos yesoensis)
- † niedźwiedź stepowy (U. arctos priscus)[16]

## Etymologia

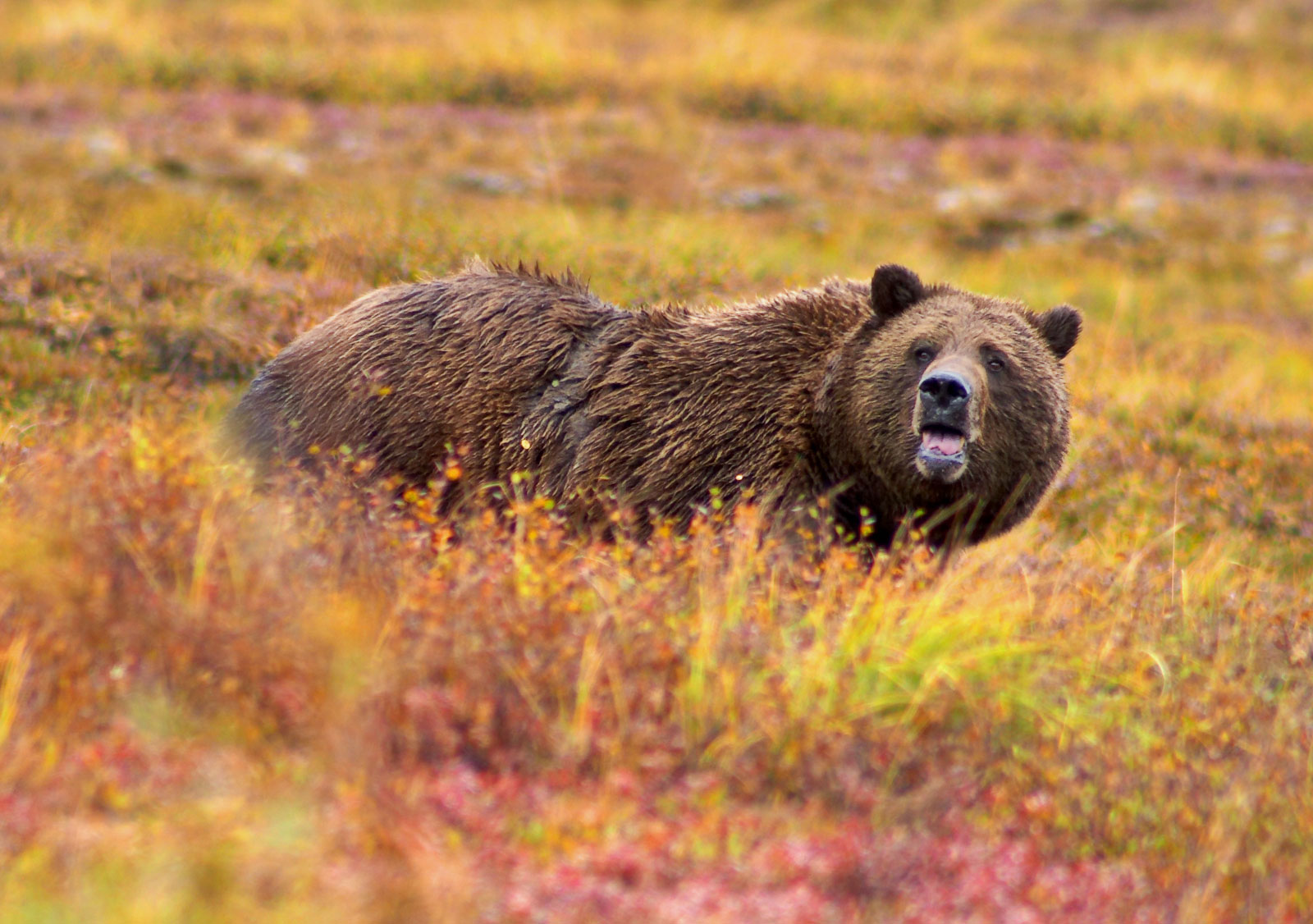
Samiec grizli

Nazwa niedźwiedź, pierwotna forma prasłowiańska *medvēdis, a następnie *medъvědь (por. rosyjskie медведь/miedwied, chorwackie medvjed, czeskie medvěd, słowackie i słoweńskie medved, białoruskie мядзьведзь, górnoserbskie/łużyckie mjedwjedź, dolnoserbskie/łużyckie mjadwjeź, serbskie медвед, kaszubskie miedzwiédz, staropolskie miedźwiedź, słowiańskie zapożyczenie w węgierskim medve i dla odmiany ukraińskie ведмідь) oznacza zwierzę odżywiające się miodem (*medv-ĕdъ, czyli jedzący miód; *medh-u-s→ *medъ „miód”; *ēd- →*ěsti „jeść”). Nazwa ta była eufemizmem starszej nazwy praindoeuropejskiej, w formie *rktos (*r̥k'þos) (od której bezpośrednio pochodzą; greckie árktos/άρκτος „niedźwiedź”, forma astronomiczna Arktos „gwiazdozbiór Wielka Niedźwiedzica”, oraz nazwa „Arktyka”, a być może również celtyckie imię Artur; oraz łacińskie ursus „niedźwiedź”, imię własne Ursus lub pochodne od przymiotnika ursinus: imię Ursyn, od którego utworzono nazwę dzielnicy warszawskiej Ursynów, lub imię żeńskie Urszula, etymologicznie oznaczające małą niedźwiedzicę, a także staroindyjskie r̥kṣa i hetyckie hartagga, oznaczające niebezpiecznego drapieżnika).
W zastąpieniu pierwotnej nazwy określeniem „jedzący miód” można widzieć przejaw tabu językowego (tabuizacja) zastosowanego w językach ludów północnej Europy (nie tylko Słowian, gdyż niemieckie Bär czy angielskie bear o znaczeniu „bury”, „szary”, i pochodzące od tego samego rdzenia duńskie i norweskie bjørn, oraz szwedzkie i islandzkie björn, litewskie lokys „kudłaty” lub „liżący”), dla których to zwierzę było groźne. Z tego powodu unikano jego wymawiania, aż w końcu stara nazwa zanikła. Nastąpiła też wtórna tabuizacja wyrazu „niedźwiedź” (kiedy zaczęła funkcjonować jako nazwa właściwa), jako zamienników zaczęto używać nowych wyrazów typu miś, mieszko, kosmacz, kudłacz, bartnik, mrówczarz i stąd prawdopodobnie brak odpowiedników „niedźwiedź” w językach bułgarskim i macedońskim, gdzie na określenie tego drapieżnika używa się nazwy: мечка.
Podobne zjawisko występuje w gwarze góralskiej, gdzie jeszcze dziś starsi bacowie, a niegdyś także kłusownicy określali niedźwiedzia nazwą on (gw. uón, ó w gwarze podhalańskiej wymawia się inaczej niż u), co podkreślało pewien szacunek i strach przed tym zwierzęciem.
Drogę *medъvědь→ miedźwiedź→ niedźwiedź należy tłumaczyć tym, iż, w języku polskim obie spółgłoski d uległy zmiękczeniu, a początkowe m’ (ze znakiem miękkości spółgłoski), wymawiane w niektórych rejonach Polski jak m’n’ (patrz dialektalne kurpiowskie /mniasto/ zamiast miasto), zredukowało się w końcu do samego n’, lub też zamiana nagłosowego mie- w nie- mogła być spowodowana gwarowymi czynnikami fonetycznymi, jako przejaw hiperpoprawności, ale być może utrata pierwotnego związku między słowami miedźwiedź i miód spowodowała wyrównanie do form słowotwórczych z zaprzeczeniem nie-.

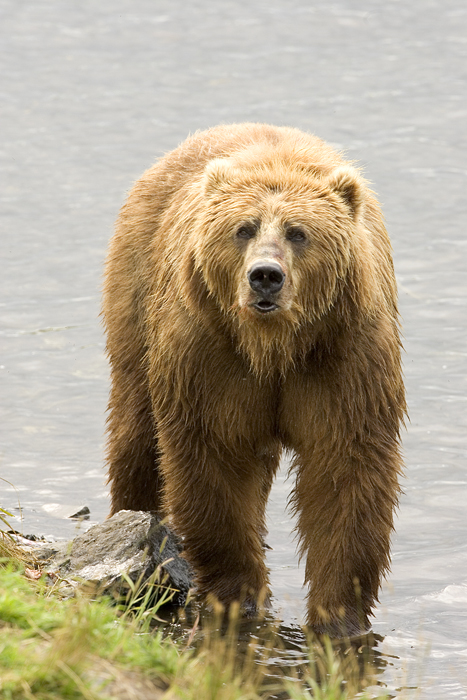
Samiec niedźwiedzia brunatnego
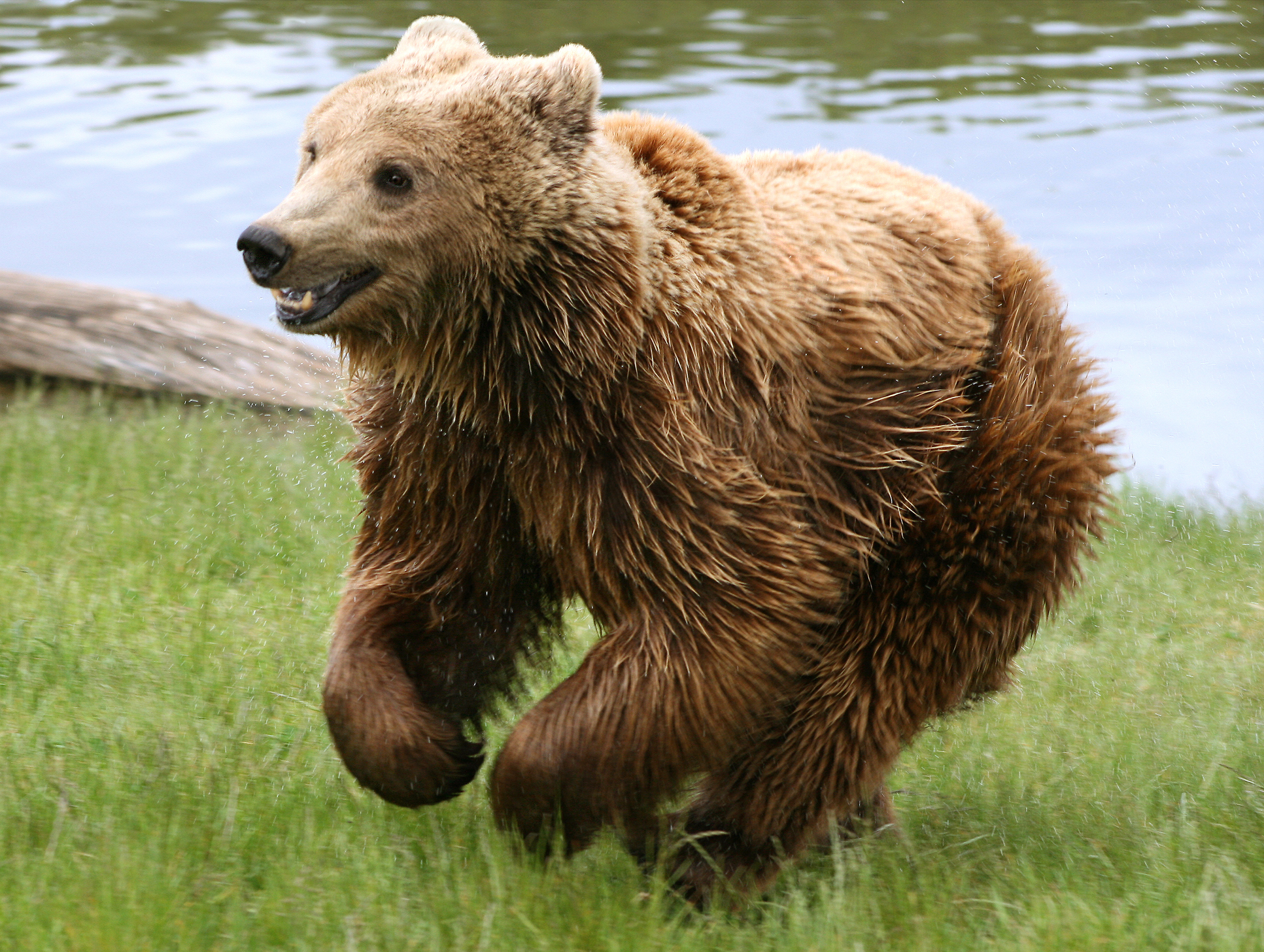
Biegnący
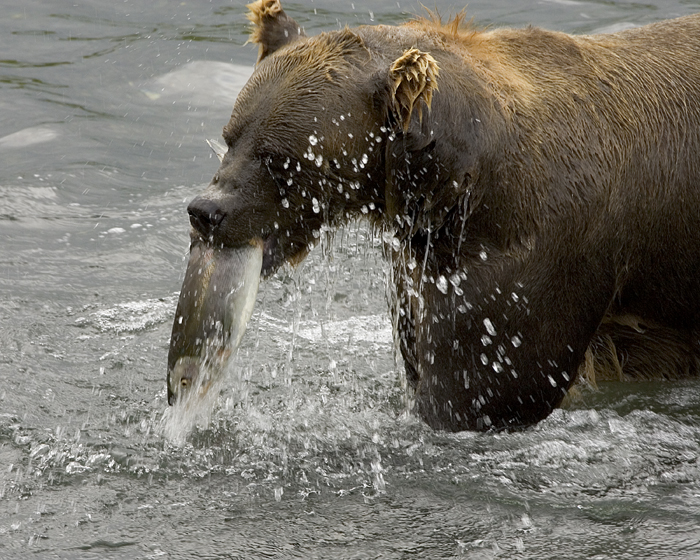
Jedzący łososia
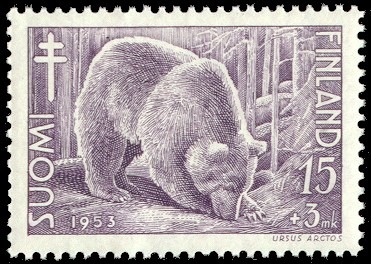
Na fińskim znaczku